# Regina Valutytė
Regina Valutytė (*  1982 in Jurbarkas) ist eine litauische Juristin, linke Politikerin, Vizeministerin, Völkerrechtlerin und Professorin.

## Leben
Nach dem Abitur 2001 am Gymnasium Jurbarkas, wo sie ein Stipendium eines Auslandslitauers für gute Schulabschlussleistungen bekam, absolvierte Regina Valutytė von 2001 bis 2006 das einstufige Magisterstudium der Rechtswissenschaft an der Universität Vilnius. Von 2006 bis 2010 promovierte sie mit der Dissertation zum Thema Staatliche Verantwortung für Entscheidungen letztinstanzlicher nationaler Gerichte (Betreuer Professor Saulius Katuoka) am Institut für Völkerrecht und EU-Recht der Mykolas-Romeris-Universität (MRU) in Vilnius.
2004 war sie Spezialistin für internationale Beziehungen am Institut für Recht Litauens. Von 2007 bis 2010 lehrte sie als Lehrbeauftragte und von 2010 bis 2015 als Dozentin an der MRU. Von 2010 bis 2016 war sie  Prodekanin für internationale Beziehungen und Studien sowie akademische Erasmus-Koordinatorin der Juristischen Fakultät  der Mykolas-Romeris-Universität.
Von 2016 bis 2024 war sie Leiterin des Sicherheitsforschungslabors der MRU. Von 2016 bis 2025 lehrte sie als Professorin an der Mykolas-Romeris-Universität. Von 2019 bis 2024 war sie Vizerektorin für akademische Angelegenheiten und von 2024 bis 2025  Vizerektorin für Studienangelegenheiten der MRU.
Seit 2025 ist sie Vizeministerin (zuständig für Studien, Wissenschaft und Technologie) am Bildungsministerium Litauens, Stellvertreterin von LSDP-Bildungsministerin Raminta Popovienė im Kabinett Paluckas, geleitet von Gintautas Paluckas.